# Ymer (tidskrift)
Tidskriften Ymer utges sedan 1881 av Svenska Sällskapet för Antropologi och Geografi (SSAG). Fram till 1965 utkom den med fyra nummer per år, från 1966 är den i stället en årsbok.
Bland de tidigaste skribenterna som i tidskriften publicerat resultat från sina resor märks forskare som Alfred Nathorst, Axel Hamberg, Otto Nordenskjöld och Sven Hedin.